# Museum of Fine Arts, Boston

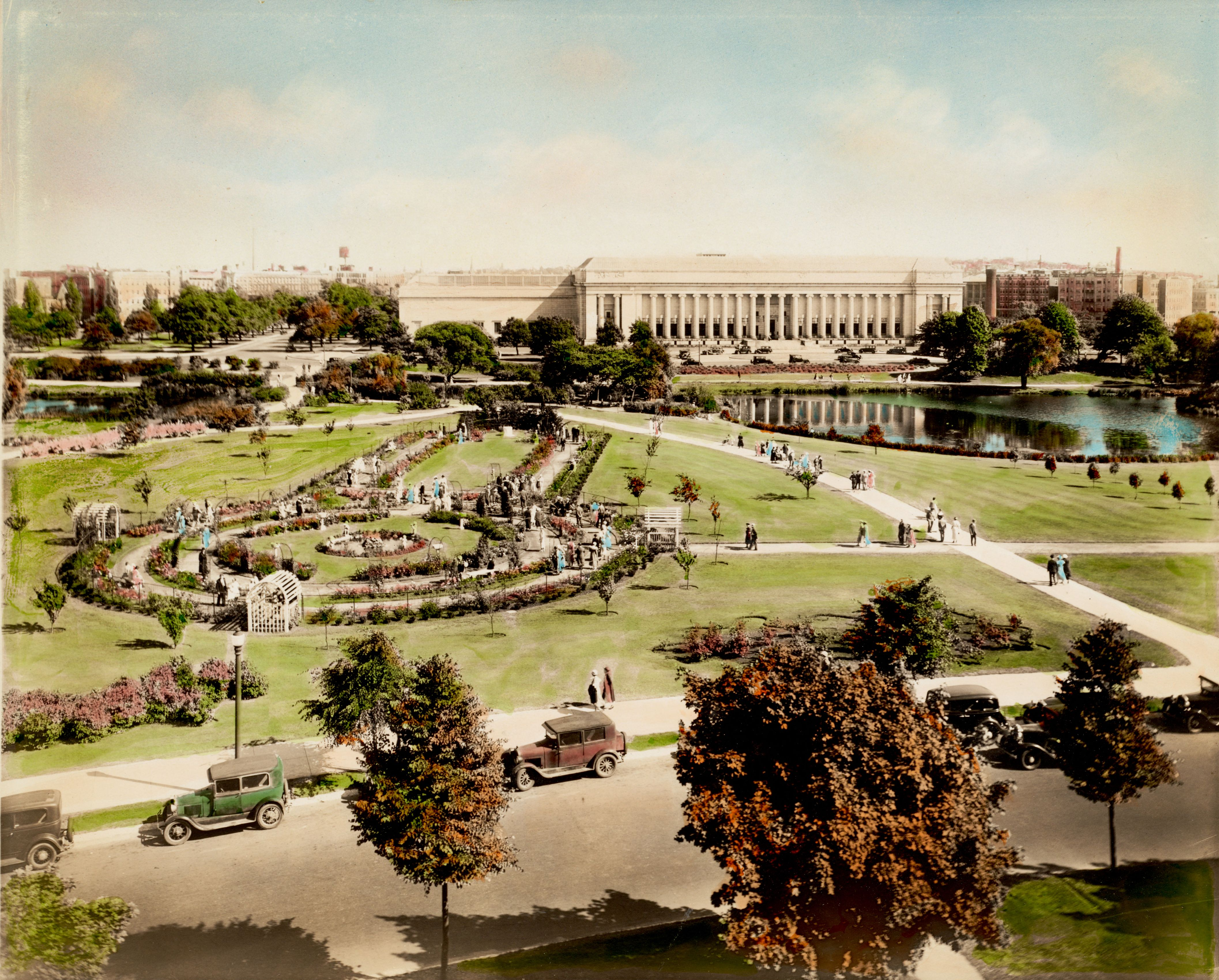
Museum of Fine Arts i Boston, sett från Fenway, omkring 1925.

Museum of Fine Arts i Boston i Massachusetts i USA är ett amerikanskt konstmuseum.

## Historik
Museet invigdes 1876 med en stor del av samlingen övertagen av Boston Athenaeum Art Gallery. Det var ursprungligen inhyst i en tegelbyggnad i nygotisk stil och flyttade 1909 till sin nuvarande byggnad, ritad av arkitekten Guy Lowell, vid Huntington Avenue. Sedan dess har museet utvidgats vid flera tillfällen, bland annat med en flygel för konsthantverk 1968.
I november 2010 invigdes en ny flygel, Art of Americas Wing, ritad av Foster and Partners.

## Samlingar
Museets samlingar omfattar bland annat:
- Skulpturer, sarkofager och smycken från det antika Egypten
- Franskt impressionistiskt och postimpressionistiskt måleri, som Paul Gauguins Varifrån kommer vi? Vad är vi? Vart går vi? och verk av Édouard Manet, Pierre-Auguste Renoir, Degas, Monet, Vincent Van Gogh och Paul Cézanne
- Amerikansk konst från 1700- och 1800-talet, bland annat verk av John Singleton Copley, Winslow Homer och John Singer Sargent
- Kinesiska målningar, kalligrafi och konsthantverk
- En stor samling japansk konst, särskilt keramik

## Fotogalleri

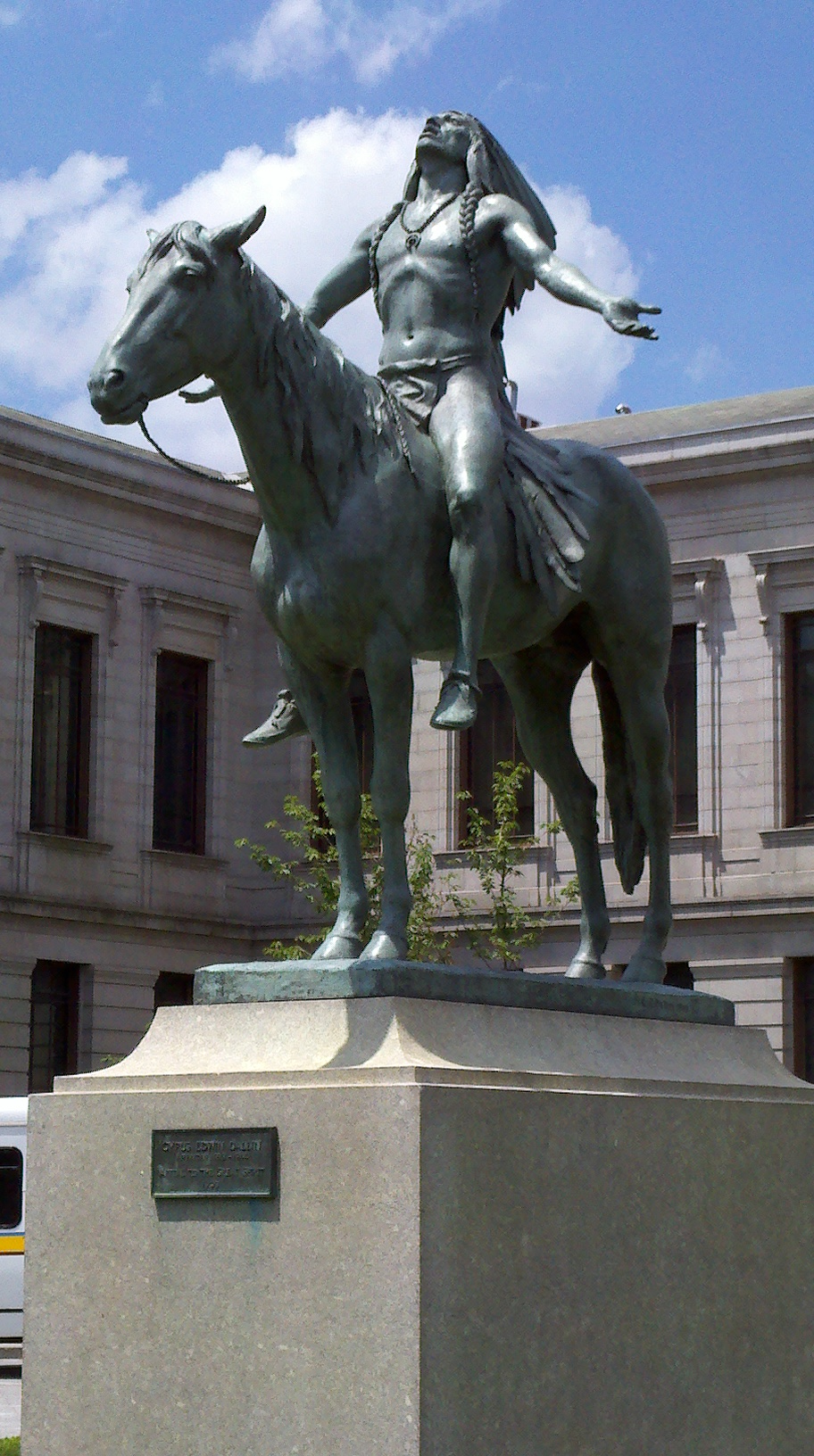
Appeal to the Great Spirit (1908), av Cyrus E. Dallin.
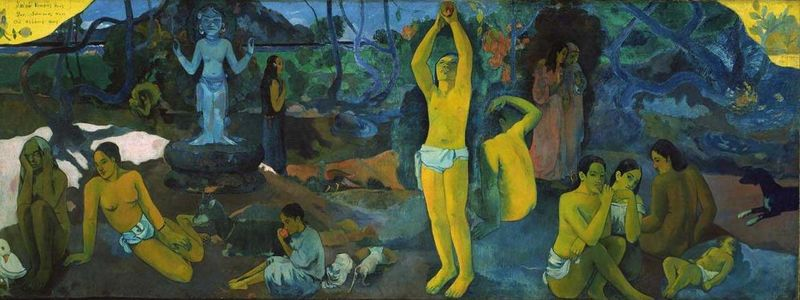
Paul Gauguins Varifrån kommer vi? Vad är vi? Vart går vi? 1897
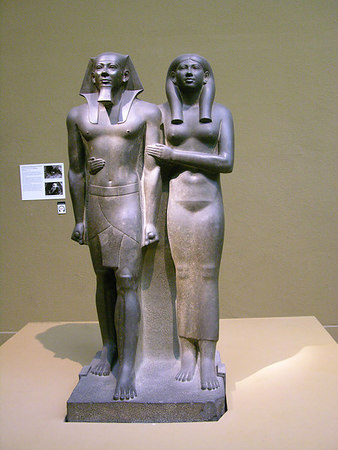
Farao Menkaura och hans drottning
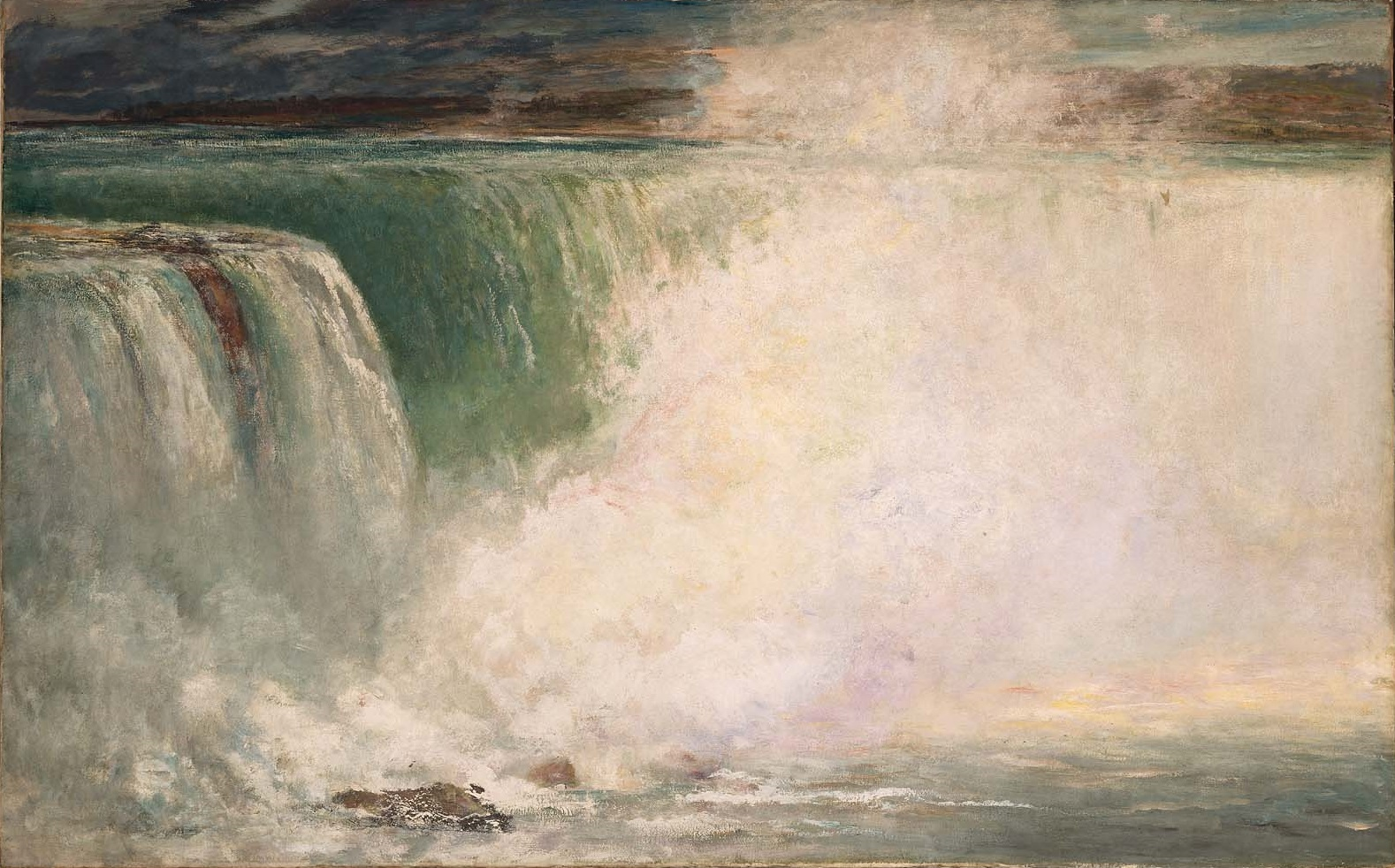
William Morris Hunts Niagara Falls, omkring 1878
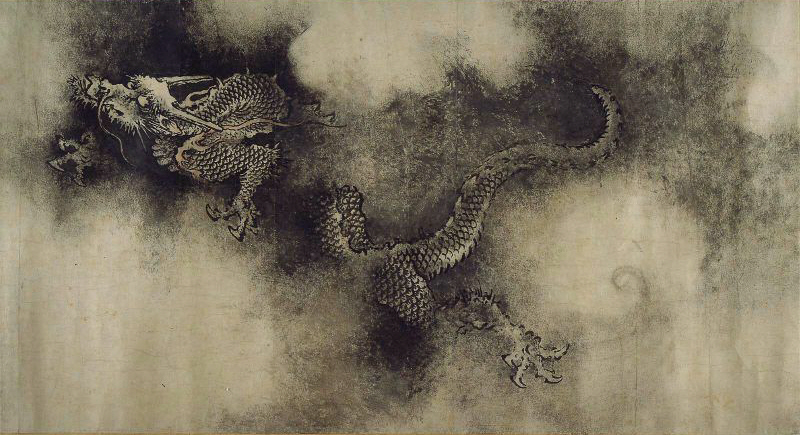
Detalj av Nine Dragons av Chen Rong, 1244 AD, Songdynastin.